# Leslie Claudius
Leslie Walter Claudius (Bilaspur, 25 marzo 1927 – Calcutta, 20 dicembre 2012) è stato un hockeista su prato indiano.
Ha partecipato a quattro edizioni dei giochi olimpici conquistando altrettante medaglie con la nazionale di hockey su prato dell'India.

## Palmarès
Olimpiadi
- 4 medaglie:
  - 3 ori (Londra 1948, Helsinki 1952, Melbourne 1956)
  - 1 argento (Roma 1960)